# 니더작센주
니더작센주(독일어: Land Niedersachsen)는 독일 북서부에 위치한 주이다. 인구는 약 8백만 정도이며 면적은 약 4만 8천km²로, 바이에른주에 이어 독일에서 2번째로 넓은 주이다. 주도이자 최대도시는 하노버이다. 주 서부는 네덜란드와 국경을 맞대고 있다.

## 지리
주 대부분이 평야 지대로 구성돼 있다. 주 남쪽으로 노르트라인베스트팔렌주와 튀링겐주, 헤센주가, 주 동쪽으로는 브란덴부르크주가, 그리고 주 북쪽으로는 슐레스비히홀슈타인주와 메클렌부르크포어포메른주, 그리고 함부르크가 있다. 주 서쪽으로는 네덜란드와 국경을 맞대고 있다. 북서쪽 지역에는 북해가 자리잡고 있다. 주 안에는 브레멘주가 자리잡고 있다. 주도이자 최대도시는 하노버이다.

## 행정 구역
37개 군, 10개 군급시를 관할한다.

### 군
- 아머란트군
- 아우리히군
- 첼레군
- 클로펜부르크군
- 쿡스하펜군
- 디프홀츠군
- 엠슬란트군
- 프리슬란트군
- 기프호른군
- 고슬라어군
- 괴팅겐군
- 벤트하임군
- 하멜른퓌르몬트군
- 하노버군
- 하르부르크군
- 하이데군
- 헬름슈타트군
- 힐데스하임군
- 홀츠민덴군
- 레어군
- 뤼호프다넨베르크군
- 뤼네부르크군
- 닌부르크군
- 노르트하임군
- 올덴부르크군
- 오스나브뤼크군
- 오스터홀츠군
- 파이네군
- 로텐부르크군
- 샤움부르크군
- 슈타데군
- 윌첸군
- 페히타군
- 페르덴군
- 베저마르슈군
- 비트문트군
- 볼펜뷔텔군

### 군급시
- 브라운슈바이크
- 델멘호르스트
- 엠덴
- 괴팅겐
- 하노버
- 올덴부르크
- 오스나브뤼크
- 잘츠기터
- 빌헬름스하펜
- 볼프스부르크

## 역사
역사적으로 영국과 오랫동안 밀접한 관련을 맺었다. 제2차 세계 대전 후 연합군은 브라운슈바이크주, 하노버주를 합쳐 1946년 11월 1일 니더작센주를 신설했다.

## 인구
| 연도    | 인구      | ±% p.a. |
| ------- | --------- | ------- |
| 1950    | 6,796,500 | —       |
| 1960    | 6,576,137 | −0.33%  |
| 1970    | 7,121,824 | +0.80%  |
| 1980    | 7,256,386 | +0.19%  |
| 1990    | 7,387,245 | +0.18%  |
| 2000    | 7,926,193 | +0.71%  |
| 2010    | 7,918,293 | −0.01%  |
| 2018    | 7,982,448 | +0.10%  |
| source: |           |         |

## 산업
밀이 많이 나며 가축 생산이 활발하다. 철광과 유전이 있다.

## 교통
철도·도로·운하가 발달해 있다.

## 정치
현 주총리는 독일 사회민주당 출신의 슈테판 바일로, 2013년부터 지금까지 재직하고 있다. 전직 총리인 게르하르트 슈뢰더가 1990년부터 1998년까지 주총리를 지냈다.

## 언론
지역 공영방송인 북부독일방송은 니더작센주 이외에도 슐레스비히홀슈타인주와 함부르크 내에 텔레비전·라디오 방송을 송출하고 있다. 북부독일방송은 ARD 가맹체에 속해 있다.